# Lego Jurassic World

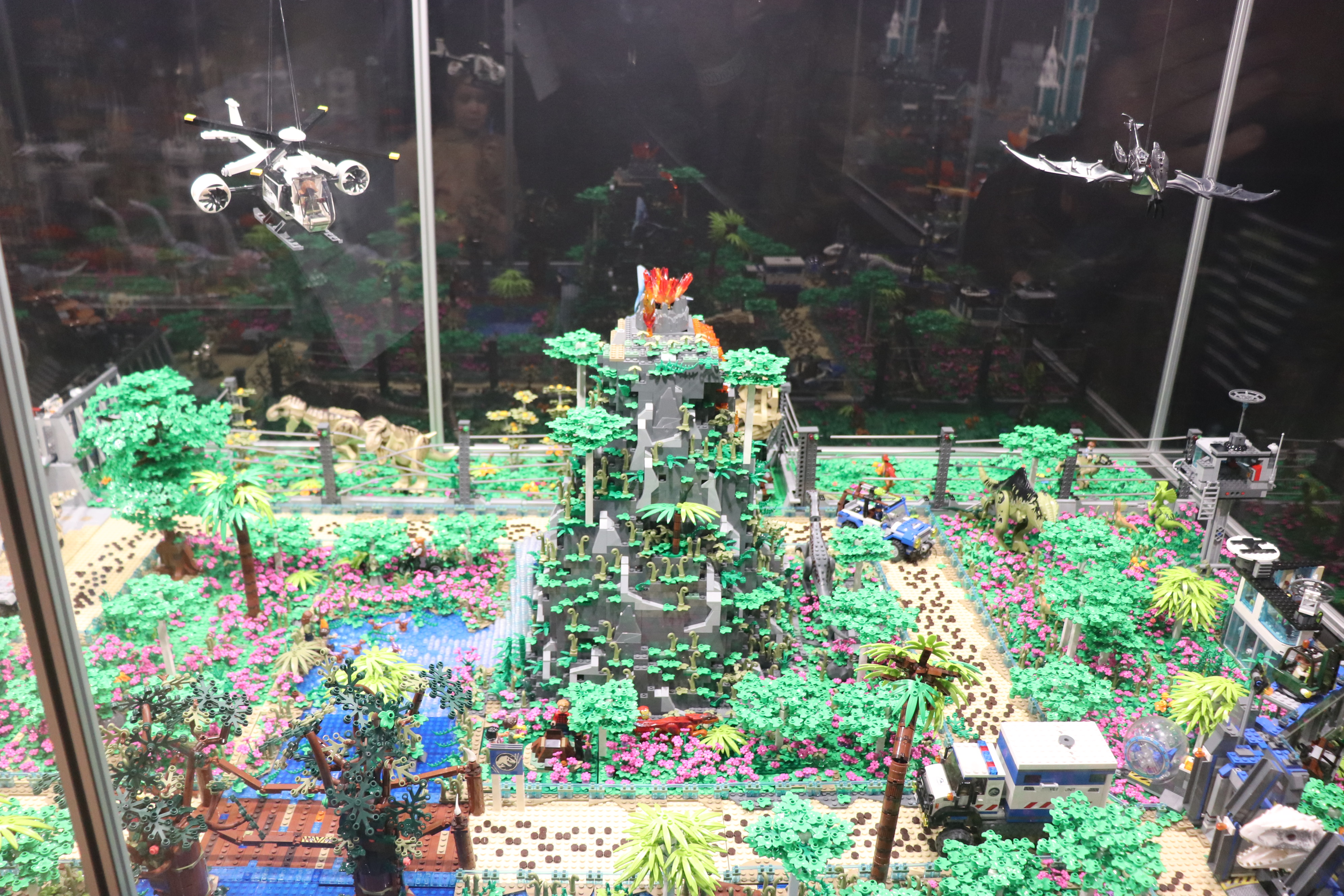

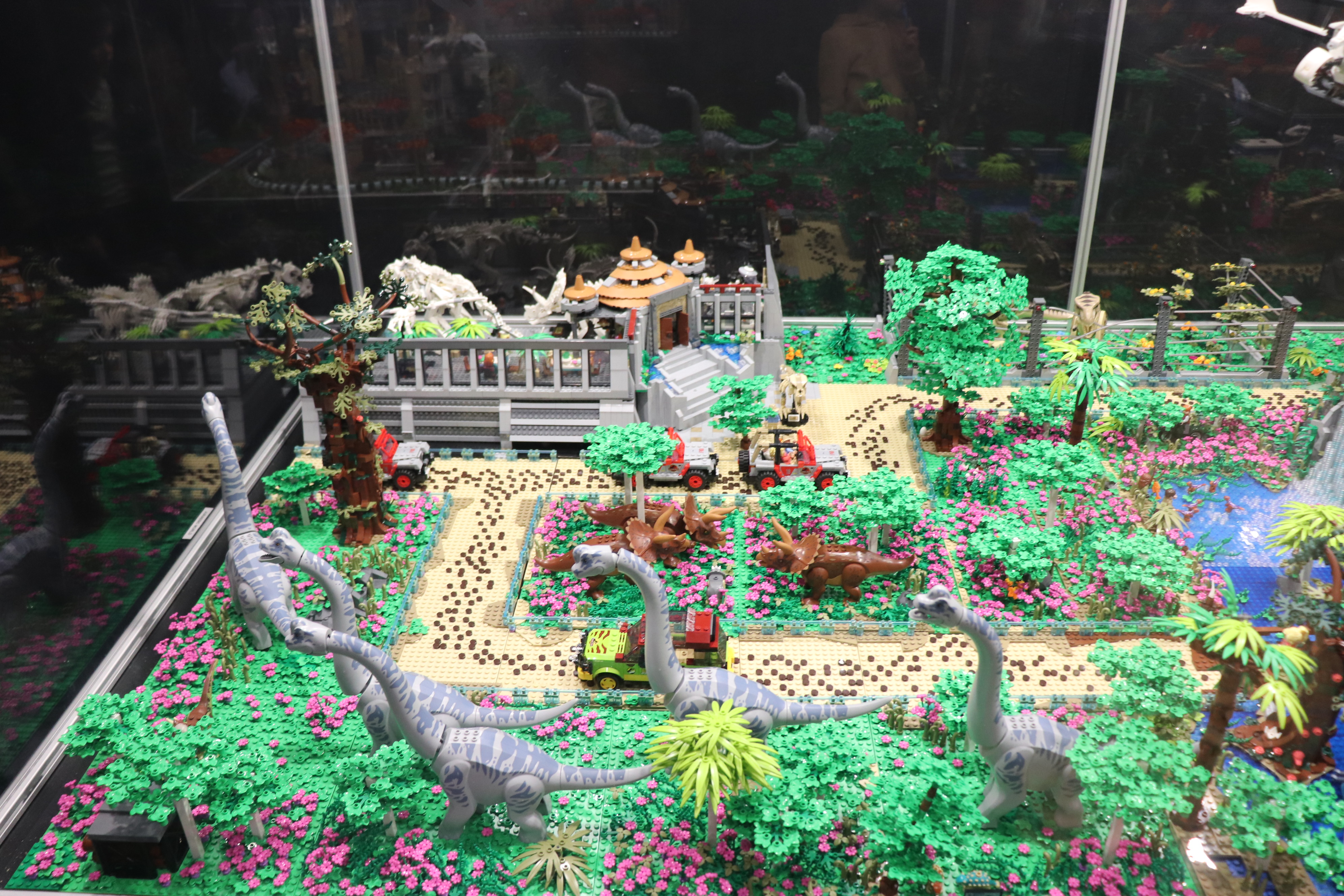

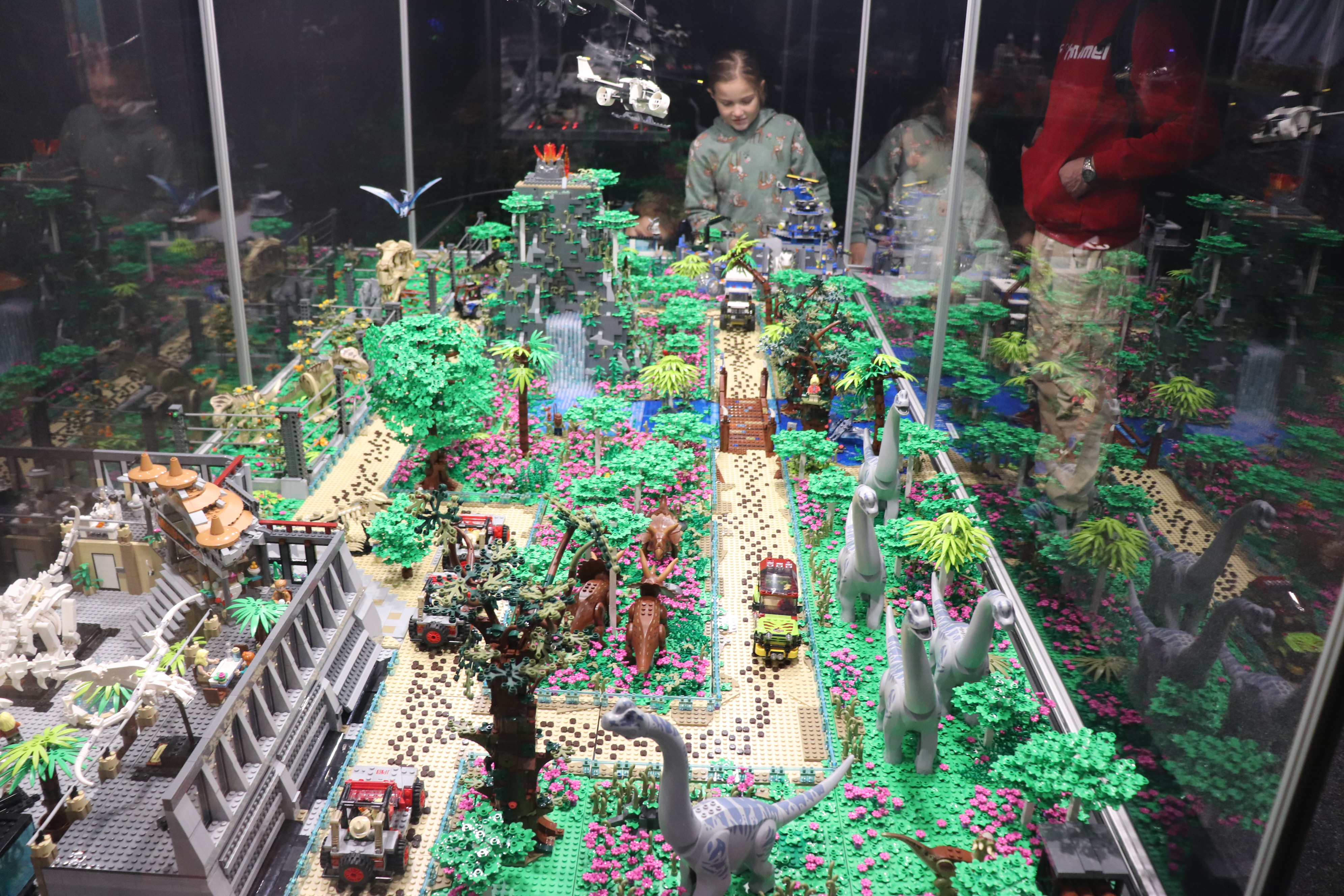

A Lego Jurassic World (stilizáltan LEGO Jurassic World) egy Lego-téma, amely a Michael Crichton által készített Jurassic World médiafranchise alapján készült, és amelynek középpontjában egy katasztrofális kísérlet áll, amely egy klónozott dinoszauruszokból álló vidámpark létrehozására irányul. A témát a Universal Studios és az Amblin Entertainment licencelte. 2015 júniusában mutatták be a témát, a játékkészleteket és a Lego Jurassic World videojáték megjelenésével egyidőben, mindkettő a Jurassic World című film népszerűsítésére. Az ezt követő készletek 2018-ban jelentek meg, a következő film, a Jurassic World mellett: Fallen Kingdom című filmmel. Különböző animációs projektek is készültek, köztük a 2018-as Lego Jurassic World című televíziós különkiadás: The Secret Exhibit, valamint a 2019-es minisorozat Lego Jurassic World: Legend of Isla Nublar.

## Áttekintés
A Lego Jurassic World a Jurassic World médiafranchise-ra épül. Az első film, a Jurassic World egy teljesen működő dinoszaurusz vidámparkra összpontosít. A film 2015 júniusában került a mozikba. A marketingkampány részeként a The Lego Group játékkészleteket adott ki a film alapján. Minden készletben különböző dinoszauruszok szerepeltek, például Velociraptor, Tyrannosaurus rex, Dilophosaurus és az Indominus rex. Emberi figurák is megjelentek, köztük egy Chris Pratt karakterét, Owen Gradyt ábrázoló figura. Ez volt Pratt harmadik Lego minifigurája, a The Lego Movie és A galaxis őrzői című filmeken alapuló játékok után. Nem sokkal a film után megjelent egy 90 másodperces rajongói videó, amely a filmet legó formában rekonstruálta. 2015-ben egy apa és lánya egy külön három perces rajongói videót is készített az első Jurassic Park film alapján.
A folytatásos film, a Jurassic World: Bukott birodalom című film 2018 júniusában került a mozikba. A Lego különböző játékkészleteket gyártott a film alapján a bemutató előtt. A legnagyobb készlet, amely 1019 Lego-téglából állt, a filmben szereplő Indoraptort és Lockwood birtokot ábrázolta. Tartalmazott továbbá két velociraptort és hat minifigurát. A The Lego Group a fiatalabb gyerekek számára is kiadott Duplo szetteket. Ezen kívül a The Lego Group megépítette Blue, a Jurassic World filmekben megjelenő Velociraptor életnagyságú modelljét. A modellben Blue egy felborult túrajárművön állt, ami a Bukott birodalom egyik jelenetét ábrázolta. A dinoszaurusz és a jármű összesen 703 855 Lego téglát tartalmazott, és 3560 fontot nyomott. A Universal Studios Hollywood 18. színpadának előterében helyezték el őket. Az első Jurassic Park film 25. évfordulója alkalmából a Lego bemutatta a Jurassic Park Velociraptor Chase készletet is. Ez 360 Lego téglából állt, és tartalmazott egy Velociraptort és a filmben látott számítógépes vezérlőtermet. Emellett négy minifigurát is tartalmazott, amelyek a film szereplőit ábrázolták.
Négy játékkészlet, a Lego Jurassic World alapján: Az Isla Nublar legendája című minisorozaton alapuló játékokat 2019-ben adták ki. A Lego bemutatta a Jurassic Park: T. rex Rampage készletet, amely az eredeti Jurassic Park film alapján készült. A készlet 3120 Lego téglából állt, és tartalmazott egy pózolható T. rexet, hat minifigurát, valamint a filmben látott Jurassic Park kaput. Tervezője Mark Stafford, a Lego vezető modelltervezője volt. 2020-ban négy újabb készlet jelent meg.
2022 májusában Chris Pratt bemutatta a Jurassic Worldben megjelenő T. rex fejének életnagyságú másolatát, mely a Dominion című filmben szerepel. A T. rex fej 200 000 Lego darabot tartalmazott és a New York-i Rockefeller Center előtt helyezték el.

## Fejlesztés
A Lego Jurassic World-et a Jurassic World médiafranchise ihlette. A Lego építőjáték-sorozat a filmsorozaton alapul, és a Universal Brand Developmenttel együttműködve fejlesztették ki. Az építőszetteket úgy tervezték, hogy a filmsorozat történetét és szereplőit Lego formában is megjelenítsék.
A Lego Jurassic World termékcsalád megjelenése előtt 2005-ben megjelent a The Lego Dino Attack témakör. Ez a téma az őrült tudósok által létrehozott radioaktív dinoszauruszokra összpontosított, és dinoszauruszokat és páncélozott terepjárókat tartalmazott. A Lego Dino Attack téma Európában Lego Dino 2010 néven volt ismert. A Lego Dino Attack témát 2012-ben a Lego Dino Dino váltotta fel. Ezek a témák végül a Lego Jurassic World téma bevezetését eredményezték, amely tartalmazta a Lego Dino Attack és Lego Dino témák eredeti koncepcióinak egy részét, mint például a dinoszauruszokat, épületeket és páncélozott terepjárókat, de modern kori elemeket is bevezetett.
A fejlesztés során a Jurassic World: Bukott birodalom ihlette témában a Lego dizájnerek egy elkötelezett csoportja dolgozott együtt a film mögött álló művészekkel, hogy a Jurassic World: Bukott birodalmat Lego formájában életre keltse. Luis Castaneda modelltervező így magyarázta: „Azt dobják fel nekünk, amit adhatnak anélkül, hogy elrontanák a filmet, megadják a film csúcspontjait, és aztán elkészítjük a játékváltozatunkat, a mi értelmezésünket ezekről a jelenetekről. Számunkra az egész arról szól, hogy egy szórakoztató játékot készítsünk. A Jurassic World elég egyszerű. Tudjuk, hogy lesznek dinók, tudjuk, hogy lesznek menő járművek, jó hősök és néhány ember, akik valószínűleg nem hősök. Valami történni fog, a dinoszauruszok ki fognak szökni a ketrecekből, meg miegymás, szóval sok menekülés és üldözés dinamikája lesz a filmben."
A Lego Jurassic World készletsorozat új dinoszauruszokat, tojásokat és bébidinoszauruszokat mutatott be. Luis Castaneda kifejtette: „Az okok, amiért a dinoszauruszokat választottuk, az »ikonikusságuk« miatt voltak, azok, amelyek egyértelműen mások voltak, és néhány újdonság - olyan dinók, amelyeket még nem láttunk korábban. Nagyon tetszett nekünk, hogy volt egy repülő dinó, volt egy olyan dinó, amelyik nem húsevő, de elég veszélyes, mert a fejével csattan, és a Raptorok. Úgy értem, a Raptorok szinte a franchise főszereplői, és ezt az egyet, Blue-t, már ismerjük az előző filmből. Annak a filmnek a végén kiderül, hogy ő egyfajta hős, mert a végén mindenkit megment. Nagyon kedveljük Blue-t. Aztán itt van a Carnotaurus, akit nem hiszem, hogy láttunk volna az előző filmekben. Szóval ez az egyik újdonság.".
2019-ben a Lego Jurassic World: Legend of Isla Nublar szettekben már feltárták az új koncepciókat, és fejlesztés alatt állt. Marcos Bessa, a Lego Designer Manager kifejtette: „A LEGO Jurassic World franchise-hoz 2019-ben négy újdonságot hozunk ki. Ezek a termékek elsősorban az új tartalmakon alapulnak, amelyeket a Universalral közösen készítünk. Ez kibővíti az univerzumot, és az eredeti trilógia és az első Jurassic World film között játszódik. Az új park már működik, Owen pedig épp most érkezett meg a parkba. Láttuk a Jurassic Worldben, hogy már van közös múltja Claire-rel, de amit a tévésorozatunkban látni fogunk, az az, hogy valójában hogyan építik és fejlesztik ezt a kapcsolatot."
Lego Jurassic World: Az Isla Nublar legendája inspirációt adott az idei új készletekhez, amelyeket a Lego tervezőcsapata az új sorozat elméivel együttműködve készített. Marcos Bessa kifejtette: „Ez tulajdonképpen a sorozat egy adott pillanatát érinti, van egy egész történetszál is a kincsvadászatról a szigeten. Két készlet közvetlenül kapcsolódik ehhez a történethez, míg kettő a vidámparkhoz."